# 大臣主席
大臣主席（だいじんしゅせき、英: Minister-president、独: Ministerpräsident）は、イギリス以外のいくつかの欧州の国における中央政府および地方政府の長の官名の一つである。日本の報道等では単に首相と呼ばれることが多い。類似の用語に第一大臣、首席大臣、閣僚評議会議長、政府主席などがある。

## 英語圏
英語圏の国においては地方政府における同様の官職は首班（英: Premier）もしくは第一大臣（英: First Minister）、中央政府のそれは首相（英: prime minister）と呼ばれ、大臣主席の語は用いられない。

## 日本
日本でもかつては内閣総理大臣の英語呼称として大臣主席に相当するMinister Presidentが用いられた時期があった。

## オーストリア
1867年から1918年にかけて、オーストリア政府の首席閣僚の官名は大臣主席（独: Ministerpräsident）であり、それ以前は国家宰相（独: Staatskanzler）だった。今日のオーストリア共和国の連邦政府の長の官名は連邦首相 (Bundeskanzler)、州政府の長は Landeshauptmann （逐語訳すると「州の頭首」、日本の報道等では州首相もしくは州知事と訳されることが多い）であり大臣主席の語は用いられていない。

## ベルギー
大臣主席（オランダ語: minister-president、フランス語: ministre-président、ドイツ語: Ministerpräsident）は地域政府および言語共同体政府の長の官名である。連邦政府の長は首相（蘭: eerste minister、仏: premier ministre、独: Premierminister）と称される。
ベルギー憲法によれば連邦首相は連邦議会の信任投票による承認を経て国王に親任される。実務上は任命前に国王は総選挙で勝利した党の党首を首班指名し組閣を命じることが慣行となっている。首相をはじめとする連邦政府の閣僚後は任命後に国王に対する忠誠宣誓を行わなければならない。
地域および言語共同体の大臣主席を任命するのは国王ではなく、それぞれの議会から直接任命される。大臣主席地域および言語共同体の閣僚は大臣主席を含めて国王への忠誠宣誓は求められておらず、それぞれの議会における服務の宣誓が義務付けられている。

## ドイツ
大臣主席（独: Ministerpräsident）はドイツの州政府の長の官名である。通常は「州首相」と訳される。連邦政府の長は連邦宰相（連邦首相） (Bundeskanzler/Bundeskanzlerin〔女性形〕）である。
またドイツ民主共和国（東ドイツ）でも初期および末期は中央政府の長の官名としてMinisterpräsidentを使用していた（中期は閣僚評議会議長(Vorsitzende des Ministerrates)）。ドイツ語では非ドイツ語圏の国家の首相はMinisterpräsidentと呼称されることが多い。日本やイギリスの首相は例外的にPremierministerと呼称される。

## ハンガリー
ハンガリー政府の長の官名は（ハンガリー語: miniszterelnök）であり、逐語訳すると「大臣主席」となる。

## オランダ
オランダ政府の長は公式には大臣主席（オランダ語: minister-president）と呼ばれるが非公式には首班（蘭: "premier"）と呼ばれることが多い。その職責は1848年に制定された現行憲法によれば閣僚評議会の議長をつとめることである。大臣主席の官名は1945年から使われているが憲法に明記されたのは1983年である。

## ノルウェー
ノルウェーに1942年から1945年から存在した対独協力政権であるクヴィスリング政権の下では、政府の長の官名として（ノルウェー語: ministerpresident）が用いられた。

## ロシア共和国
短命であったロシア共和国において大臣主席の職が設けられアレクサンドル・ケレンスキーが臨時政府を率いるために選出された。